# Römertopf Keramik
Römertopf Keramik GmbH er en tysk keramikvirksomhed, der startede tilbage i 1967. Firmaet producerer den kendte stegeso Römertopf, som sælges i flere dele af verden.
Navnet Römertopf kommer fra den kendte Romer Lucius Licinius Lucullus (118 - 57/56 før Kristus), der blev kendt for sin gourmet. Navnet Römertopf betyder blot Romer potte.

## Römertopf stegeso
Alle Römertopf's stegesøer er lavet af fint ler fra en lergrav, der ligger lokalt i forbindelse med fabrikken i Tyskland. Efter at leret er blevet formet i størrelser, bliver det brændt til lertøj.
Der er i dag produceret mere end 25 millioner eksemplar af Römertopf-stegesoen.